# Bassin à flot

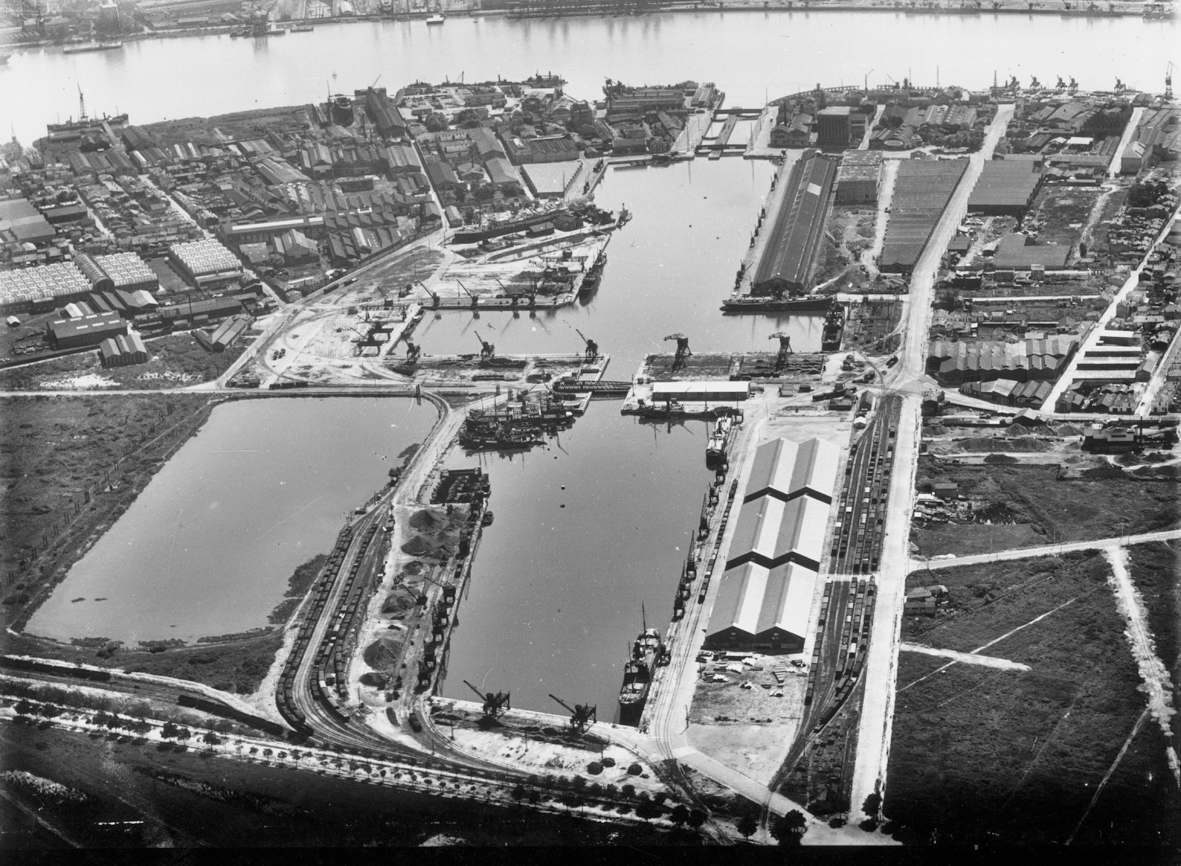
Vue aérienne des bassins à flot de Bordeaux en 1924.

Un bassin à flot est un bassin fermé par une écluse, situé dans un port soumis aux marées. Il protège des turbulences du flot, et permet aux bateaux de ne pas s’échouer pendant la période de basse mer, contrairement aux bassins à marées. L'eau retenue dans ce bassin peut servir également de chasse pour dévaser un avant-port ou un chenal.
La sortie ou l'entrée du bassin ne peut se faire qu'aux heures où les deux niveaux de la mer, à l'extérieur et à l'intérieur du bassin, sont à une hauteur d'eau identique.